# Roermonder Straße 74 (Merken)

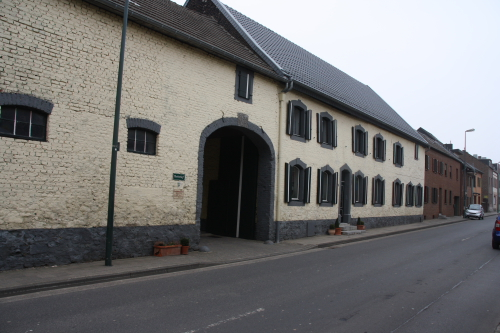
Das Gebäude

Das Gebäude Roermonder Straße 74 befindet sich im Dürener Stadtteil Merken in Nordrhein-Westfalen. 
Der ehemalige Juswenge Hauf heißt heute Thelenhof und wird größtenteils als Wohngebäude genutzt.
Das Gebäude ist inschriftlich datiert im Keilstein aus dem Jahre 1753. Das zweigeschossige traufständige Haupthaus der vierflügeligen Hofanlage ist aus Backsteinmauerwerk mit Werksteingewänden gebaut. Rückwärtig wurde Fachwerk mit Backsteinausmauerungen verwendet. Die rundbogige Tordurchfahrt hat eine Inschrift im Schlussstein.
Die Inschrift lautet: 
M, S: I H S
AC:D EHELEV                     
T I H [1]753 : WER WILT
BAVEN ANE GASE-
N VND STRASEN DER
MVS IECKEN VND
NAREN REDN LAS

Das Bauwerk ist unter Nr. 11/006 in die Denkmalliste der Stadt Düren eingetragen.